# Prospalta topsenti
Prospalta topsenti är en fjärilsart som beskrevs av Charles Oberthür 1921. Prospalta topsenti ingår i släktet Prospalta och familjen nattflyn. Inga underarter finns listade i Catalogue of Life.